# João Baptista Leal
João Baptista Leal (,  — , ) foi um político brasileiro e primeiro prefeito de Itanhaém.
Apesar de ser a segunda cidade mais antiga do Brasil, Itanhaém só foi alçada à categoria de município em 1906, e só teve seu primeiro prefeito em 1908. Antes disso, a administração da cidade cabia ao Poder Legislativo, não se sabe ao certo se à Câmara Municipal de Vereadores ou a um 'Conselho de Intendência.
A partir de 1908, João Baptista Leal, assumiu o poder executivo municipal, segundo alguns documentos, como prefeito, segundo outros como intendente. Governou até 1915. Na época, a cidade teria aproximadamente 3500 habitantes. Em 1908, inaugurou a primeira adutora de água do município. Foi durante seu governo que a cidade passou por sua primeira grande revolução, sendo integrada ao resto do Estado de São Paulo pela ferrovia, ainda que esse empreendimento não tenha tido nada a ver com a limitada gestão municipal..
Foi ainda vereador e presidente da Câmara Municipal em 1916.
Além de político, trabalhava como carpinteiro. Era também inspetor municipal de ensino e tesoureiro da paróquia católica local.
Pertenceu a uma família de políticos influentes em Itanhaém, sendo Benedicto José Leal vereador entre 1978 e 1881, 1883 e 1889, e 1890 e 1893; e Zacharias José Leal sendo vereador em 1907, 1911 e 1918.